# 大鱗無鬚鱈
大鱗無鬚鱈，為輻鰭魚綱鱈形目無鬚鱈科的其中一種，分布於中西大西洋美國新英格蘭至蘇利南、法屬圭亞那海域，為深海魚類，深度80-1170公尺，體長可達40.6公分，棲息在大陸棚底中層水域，會進行垂直性洄游，屬肉食性，以其他魚類、頭足類、甲殼類等為食，生活習性不明，可做為食用魚。

## 扩展阅读
維基物種上的相關：大鱗無鬚鱈